# Rodrigo Núñez
Rodrigo Fabián Núñez Ortiz (né le 5 février 1977 à Santiago au Chili) est un joueur de football international chilien, qui évolue au poste de milieu de terrain.

## Biographie

### Carrière en sélection
Avec l'équipe du Chili, il dispute 6 matchs (pour aucun but inscrit) entre 2000 et 2001. Il figure notamment dans le groupe des sélectionnés lors de la Copa América de 2001.
Il participe également aux Jeux olympiques de 2000, jouant un total de 4 matchs.

## Palmarès
| Santiago Wanderers - Championnat du Chili (1) : - Champion : 2001. |  | Chili olympique - Jeux olympiques : - Médaille de bronze : 2000. |